# Narciarstwo dowolne na Zimowych Igrzyskach Olimpijskich 2022 – halfpipe mężczyzn
Halfpipe mężczyzn – jedna z konkurencji rozgrywanych w ramach narciarstwa dowolnego na Zimowych Igrzyskach Olimpijskich w Pekinie. Zawodnicy rywalizowali 17 lutego (kwalifikacje) i 19 lutego (finały) w Genting Snow Park w Zhangjiakou. Tytułu mistrzowskiego z Pjongczangu nie obronił Amerykanin David Wise, zdobywając wicemistrzostwo olimpijskie. Zwyciężył Nowozelandczyk Nico Porteous, natomiast na najniższym stopniu podium stanął rodak Wise’a Alex Ferreira.

## Terminarz
| Data      | Konkurencja    | Godzina rozpoczęcia | Godzina rozpoczęcia |
| Data      | Konkurencja    | Czas CET            | Czas lokalny        |
| --------- | -------------- | ------------------- | ------------------- |
| 17 lutego | Kwalifikacje 1 | 05:30               | 12:30               |
| 17 lutego | Kwalifikacje 2 | 06:21               | 13:21               |
| 19 lutego | Finał 1        | 02:30               | 09:30               |
| 19 lutego | Finał 2        | 02:58               | 09:58               |
| 19 lutego | Finał 3        | 03:25               | 10:25               |

## Wyniki

### Kwalifikacje
| Pozycja | Nr | Kol. | Zawodnik          | Reprezentacja            | Zjazdy | Zjazdy | Najlepszy | Uwagi |   |              |                   |       |       |       |    |
| ------- | -- | ---- | ----------------- | ------------------------ | ------ | ------ | --------- | ----- | - | ------------ | ----------------- | ----- | ----- | ----- | -- |
| Pozycja | Nr | Kol. | Zawodnik          | Reprezentacja            | 1.     | 1      | Najlepszy | Uwagi | 2 | Aaron Blunck | Stany Zjednoczone | 26,25 | 92,00 | 92,00 | QF |
| 2.      | 2  | 4    | Nico Porteous     | Nowa Zelandia            | 75,50  | 90,50  | 90,50     | QF    |   |              |                   |       |       |       |    |
| 3.      | 6  | 19   | Birk Irving       | Stany Zjednoczone        | 83,25  | 89,75  | 89,75     | QF    |   |              |                   |       |       |       |    |
| 4.      | 8  | 23   | David Wise        | Stany Zjednoczone        | 88,75  | 89,00  | 89,00     | QF    |   |              |                   |       |       |       |    |
| 5.      | 4  | 3    | Brendan Mackay    | Kanada                   | 87,25  | 85,00  | 87,25     | QF    |   |              |                   |       |       |       |    |
| 6.      | 5  | 1    | Noah Bowman       | Kanada                   | 78,25  | 85,50  | 85,50     | QF    |   |              |                   |       |       |       |    |
| 7.      | 3  | 5    | Alex Ferreira     | Stany Zjednoczone        | 84,25  | 69,50  | 84,25     | QF    |   |              |                   |       |       |       |    |
| 8.      | 7  | 16   | Simon d’Artois    | Kanada                   | 82,50  | 68,25  | 82,50     | QF    |   |              |                   |       |       |       |    |
| 9.      | 12 | 12   | Miguel Porteous   | Nowa Zelandia            | 81,00  | 31,75  | 81,00     | QF    |   |              |                   |       |       |       |    |
| 10      | 10 | 7    | Kevin Rolland     | Francja                  | 65,25  | 75,25  | 75,25     | QF    |   |              |                   |       |       |       |    |
| 11.     | 15 | 15   | Robin Briguet     | Szwajcaria               | 72,25  | 3,00   | 72,25     | QF    |   |              |                   |       |       |       |    |
| 12.     | 9  | 6    | Gus Kenworthy     | Wielka Brytania          | 8,50   | 70,75  | 70,75     | QF    |   |              |                   |       |       |       |    |
| 13.     | 13 | 14   | Ben Harrington    | Nowa Zelandia            | 69,25  | 23,50  | 69,25     |       |   |              |                   |       |       |       |    |
| 14.     | 17 | 22   | Mao Bingqiang     | Chińska Republika Ludowa | 62,75  | 66,25  | 66,25     |       |   |              |                   |       |       |       |    |
| 15.     | 16 | 9    | Rafael Kreienbühl | Szwajcaria               | 60,50  | 4,00   | 60,50     |       |   |              |                   |       |       |       |    |
| 16.     | 22 | 20   | Lee Seung-hoon    | Korea Południowa         | 49,75  | 56,75  | 56,75     |       |   |              |                   |       |       |       |    |
| 17.     | 20 | 10   | Marco Ladner      | Austria                  | 53,50  | 6,50   | 53,50     |       |   |              |                   |       |       |       |    |
| 18.     | 21 | 11   | Sun Jingbo        | Chińska Republika Ludowa | 4,25   | 48,75  | 48,75     |       |   |              |                   |       |       |       |    |
| 19.     | 18 | 21   | Gustav Legnavsky  | Nowa Zelandia            | 48,25  | 40,75  | 48,25     |       |   |              |                   |       |       |       |    |
| 20.     | 23 | 8    | Brendan Newby     | Irlandia                 | 10,75  | 47,00  | 47,00     |       |   |              |                   |       |       |       |    |
| 21.     | 19 | 13   | He Binghan        | Chińska Republika Ludowa | 45,00  | 17,75  | 45,00     |       |   |              |                   |       |       |       |    |
| 22.     | 24 | 17   | Wang Haizhuo      | Chińska Republika Ludowa | 37,00  | 9,25   | 37,00     |       |   |              |                   |       |       |       |    |
| 23.     | 14 | 18   | Jon Sallinen      | Finlandia                | 18,00  | 18,50  | 18,50     |       |   |              |                   |       |       |       |    |

### Finał
| Pozycja | Nr | Kol. | Zawodnik        | Reprezentacja     | Zjazdy | Zjazdy | Zjazdy | Najlepszy |               |               |       |       |      |       |
| ------- | -- | ---- | --------------- | ----------------- | ------ | ------ | ------ | --------- | ------------- | ------------- | ----- | ----- | ---- | ----- |
| Pozycja | Nr | Kol. | Zawodnik        | Reprezentacja     | 01 !   | 2      | 11     | Najlepszy | Nico Porteous | Nowa Zelandia | 93,00 | 30,75 | 9,25 | 93,00 |
| 02 !    | 8  | 9    | David Wise      | Stany Zjednoczone | 90,75  | 7,75   | 40,00  | 90,75     |               |               |       |       |      |       |
| 03 !    | 3  | 6    | Alex Ferreira   | Stany Zjednoczone | 86,75  | 83,75  | 67,75  | 86,75     |               |               |       |       |      |       |
| 4.      | 5  | 7    | Noah Bowman     | Kanada            | 84,25  | 84,75  | 21,25  | 84,75     |               |               |       |       |      |       |
| 5.      | 6  | 10   | Birk Irving     | Stany Zjednoczone | 80,00  | 32,50  | 48,00  | 80,00     |               |               |       |       |      |       |
| 6.      | 10 | 3    | Kevin Rolland   | Francja           | 54,75  | 77,25  | 79,25  | 79,25     |               |               |       |       |      |       |
| 7.      | 1  | 12   | Aaron Blunck    | Stany Zjednoczone | 70,25  | 78,25  | 13,50  | 78,25     |               |               |       |       |      |       |
| 8.      | 9  | 1    | Gus Kenworthy   | Wielka Brytania   | 17,50  | 3,75   | 71,25  | 71,25     |               |               |       |       |      |       |
| 9.      | 4  | 8    | Brendan Mackay  | Kanada            | 4,00   | 65,50  | 27,00  | 65,50     |               |               |       |       |      |       |
| 10.     | 7  | 5    | Simon d’Artois  | Kanada            | 7,25   | 7,00   | 63,75  | 63,75     |               |               |       |       |      |       |
| 11.     | 12 | 4    | Miguel Porteous | Nowa Zelandia     | 63,50  | 4,25   | 30,50  | 63,50     |               |               |       |       |      |       |
| 12.     | 15 | 2    | Robin Briguet   | Szwajcaria        | 21,75  | 6,75   | 3,00   | 21,75     |               |               |       |       |      |       |